# Pang Yŏng-ung
Pang Yŏng-ung (* 20. Juli 1942 in Yesan, Ch'ungch'ŏngnam-do; † 31. August 2022) war ein südkoreanischer Schriftsteller.

## Leben
Pang Yŏng-ung wurde am 20. Juli 1942 in Yesan, Provinz Süd-Ch'ungch'ŏng geboren. Er besuchte die Hwimun Oberschule und hatte sein Debüt 1967, als sein Werk Die Geschichte von Pullye in einer Zeitschrift veröffentlicht wurde. Wie viele andere Schriftsteller seiner Generation beschäftigte er sich mit dem Leben der koreanischen Mittelschicht und der Arbeiterklasse.
Seine Werke der 1960er spielen größtenteils in ländlichen Gebieten, während die der 1970er städtische Kulissen haben, sie alle schildern jedoch das Leben gleicher Charaktere: naive, beharrliche Menschen, die zwar keinen Erfolg haben, jedoch ausharren wie Wildblumen, obwohl ihr Leben erfüllt ist von Leid und Missgeschick. Vor allem seinen ländlichen Charakteren fällt es schwer, ein anderes Leben als das, was sie kennen, zu akzeptieren, weswegen sie tragischerweise zurückgelassen werden in einer sich rasch verändernden Welt.

## Arbeiten

### Romane
- 분례기(糞禮記) Die Geschichte von Pullye (1968)
- 박힌 돌 뽑힌 돌 Stein rein, Stein raus (1980)
- 금조산 Der Berg Kŭmjo (1992)

### Kurzgeschichten
- 살아가는 이야기 Geschichten des Lebens (1974)
- 첫눈 Erster Schnee (1976)

## Auszeichnungen
- 1969 – 한국창작문학상 (Koreanischer Literaturpreis)[4]